# Ca' dei Ricchi
Ca' dei Ricchi è un antico palazzo in stile gotico del centro storico di Treviso, realizzato durante la seconda metà del '300 dalla famiglia Azzoni Avogadro, e rappresenta una delle tracce più nitide della Treviso di epoca medioevale.
Per un certo periodo il palazzo ospitò il Collegio dei Nobili e divenne poi sede del municipio.
Situato tra via Barberia e vicolo San Gregorio, il palazzo si distingue per le pareti decorate con motivi floreali, per i mattoni a vista e per le finestre in stile veneziano. Anche il piano nobile, all'interno, presenta raffinate decorazioni.
Il palazzo appartiene al comune di Treviso e, dopo anni di chiusura, è stato restaurato su progetto dell'architetto Toni Follina e riaperto al pubblico nel 2013.
La struttura in passato è stata concessa all'associazione Treviso Ricerca Arte, che ha ospitato mostre di arte moderna, eventi culturali e proiezioni di film. Vengono inoltre proposti concerti jazz, grazie alla rassegna musicale TRAcce di jazz e all'utilizzo della sede durante le prime edizioni del festival musicale trevigiano Treviso Suona Jazz Festival.